# Dan Gillmor
Dan Gillmor es catalogado por muchos como el padre del periodismo ciudadano. En 2005 abandonó su puesto en el periódico San Jose Mercury News, donde había ejercido como columnista desde 1994 y donde puso en práctica el que se considera el primer blog de un periodista en un medio tradicional, convirtiéndose así en abanderado del llamado periodismo ciudadano o participativo: una nueva forma de hacer periodismo más personal, basada en la interacción, menos autoritaria y más participativa. Después de su marcha del Mercury News, Gillmor ha apostado por nuevos proyectos de periodismo ciudadano y continúa colaborando en blogs y otros medios. Es además director del Knight Center for Digital Media Entrepreneurship.

## Aportes
En sus escritos y conferencias, el periodista y profesor universitario aboga por medios de comunicación que  otorguen voz a los ciudadanos y refleja la influencia de las nuevas tecnologías en la evolución del periodismo. Asimismo insta a los medios tradicionales a que escuchen al público y entablen una conversación con él, ya que las aportaciones de los ciudadanos suponen un enriquecimiento del contenido periodístico. En una entrevista con el periódico La Vanguardia afirma: 
“Es el momento de que los medios tradicionales escuchen más a sus audiencias y tengan diariamente una conversación con ellos. No sólo invitarlos a que lean si no también invitarlos a que participen del proceso informativo”.
Para Gillmor, todo esto conlleva un cambio en la función de la audiencia, que pasa a participar activamente en la creación de noticias, redefiniéndose también el modelo de comunicación. Mientras que antes la comunicación se establecía de "uno a uno" (teléfono, telegramas, cartas, etc.) o de "uno a muchos" (libros, periódicos, televisión, radio, etc.), con Internet podemos comunicarnos de "algunos a algunos" o de "muchos a muchos", debido a que el acceso a las herramientas de comunicación se ha extendido y simplificado.
Gillmor, hoy en día uno de los grandes promotores del periodismo participativo, se dio cuenta muy pronto del rumbo que tomaría el periodismo futuro. Los sucesos del 11-S de 2001 marcaron un punto de inflexión en el ejercicio periodístico, convirtiendo a la gente "normal" en testigos que contribuyeron con imágenes, vídeos y comentarios a contar la historia en tiempo real. A pesar de la rapidez e inmediatez de Internet, Gillmor señala la importancia de no descuidar la investigación y la profundidad, haciendo énfasis en que Internet no debe reducirse a solamente a la lectura, sino también a la escritura. 

## Libros
Dan Gillmor es autor del libro We the Media, en el que expone las bases del periodismo ciudadano y las perspectivas a las que se enfrentan los medios convencionales.  En el segundo capítulo, titulado "The Read-Write Web", Gillmor habla de una Web que puede "modificarse". El usuario puede agregar contenido y ser parte esencial del proceso de creación en la Web, empleando nuevas tecnologías como wikis (Wikipedia como ejemplo más significativo), blogs, listas de correo electrónico, SMS, broadcasting, RSS. Este tipo de herramientas hacen más interactiva la navegación por la Red y aportan información al alcance de todos. We the Media se ha traducido a numerosas lenguas como el árabe o el coreano. La versión de bolsillo de este libro apareció en enero de 2006. En 2010 publicó un nuevo libro llamado Mediactive, en el que Gillmor aborda el tema de la alfabetización digital en la era de la participación.